# رئيس كوستاريكا
رئيس كوستاريكا هو رئيس الدولة ورئيس حكومة كوستاريكا . يتم انتخاب الرئيس حاليًا في انتخابات مباشرة لمدة أربع سنوات، وهي غير قابلة للتجديد على الفور. يتم انتخاب نائبين للرئيس بنفس التذكرة مع الرئيس. يعين الرئيس مجلس الوزراء.  بسبب إلغاء الجيش في كوستاريكا في عام 1948، فإن الرئيس ليس قائدًا عامًا، على عكس القاعدة في معظم البلدان الأخرى، على الرغم من أن الدستور يصفه بأنه القائد العام للقوات العامة للدفاع المدني .
من عام 1969 إلى عام 2005، مُنع الرئيس من السعي لإعادة انتخابه. بعد أن ألغت المحكمة العليا التعديل الذي يحظر إعادة الانتخاب في عام 2005، أصبح الرئيس الحالي مؤهلاً للترشح مرة أخرى بعد الانتظار لمدة ثماني سنوات على الأقل بعد ترك منصبه.

## متطلبات شغل المنصب
بموجب المادة 131 من الدستور، يشترط لمنصب رئيس الجمهورية أو نائب الرئيس ما يلي:
1. To have secular status;
2. To be older than thirty years.»

## الصفات والواجبات
وفقًا للمادة 139 من دستور كوستاريكا، تعتبر السمات الحصرية للرئيس:
المادة 140 تمنح الرئيس المهام التالية  إلى جانب الوزير المختص:

## محددات
يضع الدستور أيضًا قيودًا على سلطات الرئيس  والتي يمكن ملاحقتها قضائيا إذا تم كسرها.
المادة 148.
المادة 149

## الرؤساء السابقين الذين ما يزالون على قيد الحياة
هناك سبعة رؤساء سابقون على قيد الحياة. كان لويس ألبرتو مونج (1982-1986) آخر رئيس سابق للموت، في 29 نوفمبر 2016. 

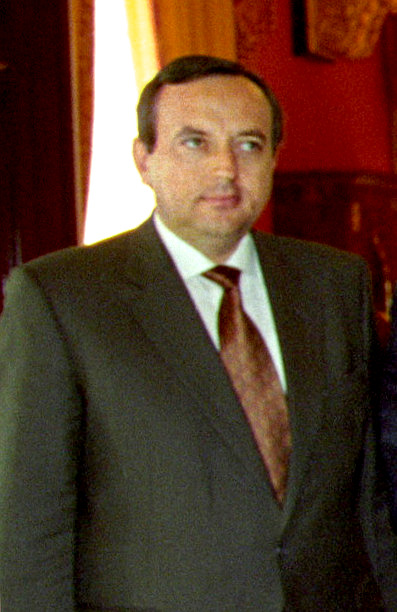
رافائيل أنجل كالديرون ، خدم 1990-1994
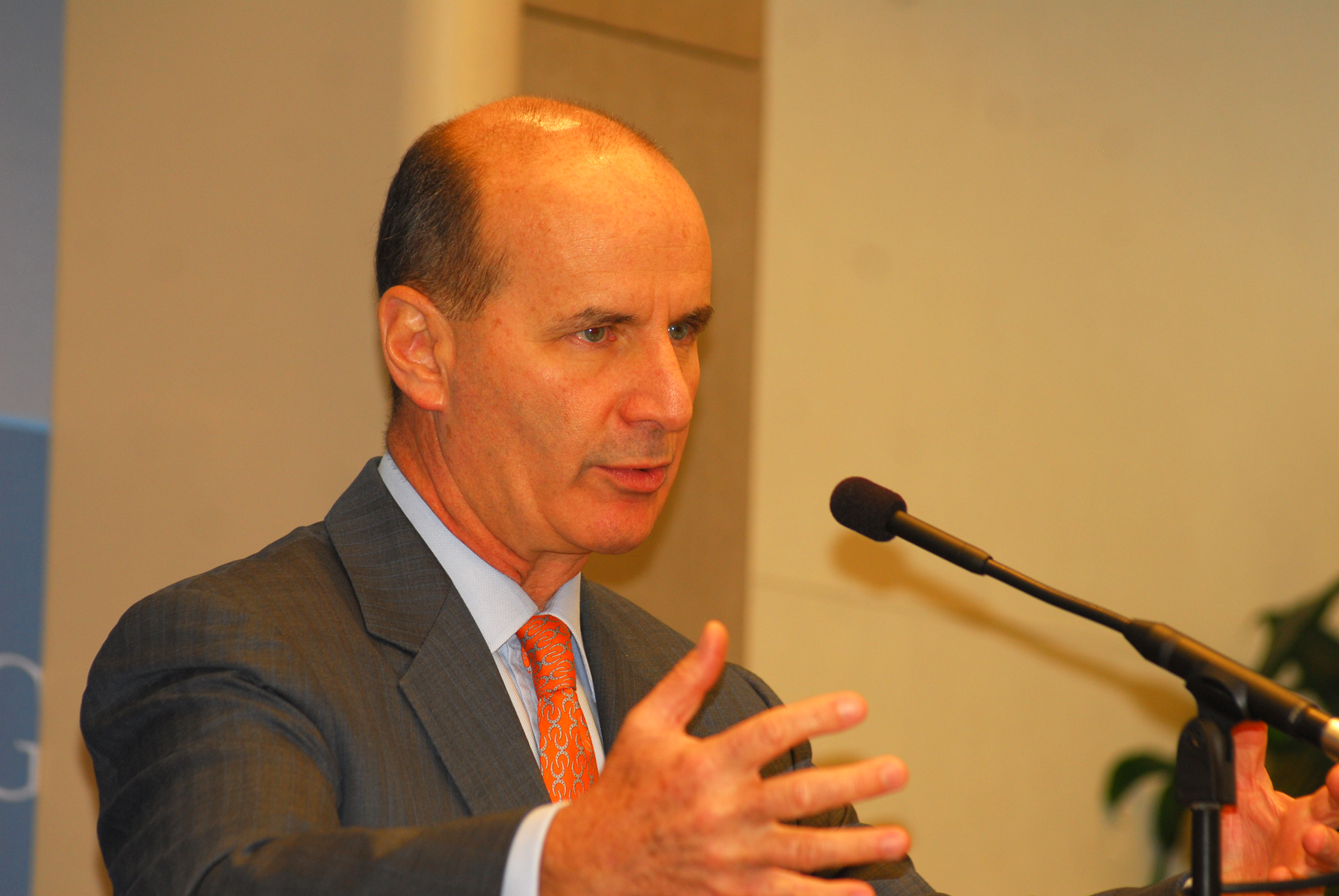
خوسيه ماريا فيغيريس ، خدم 1994-1998
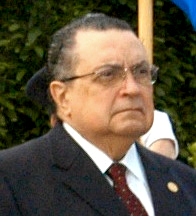
هابيل باتشيكو ، خدم 2002-2006
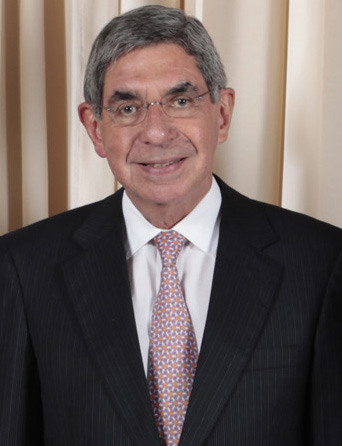
أوسكار أرياس ، خدم 1986-1990 و2006-2010
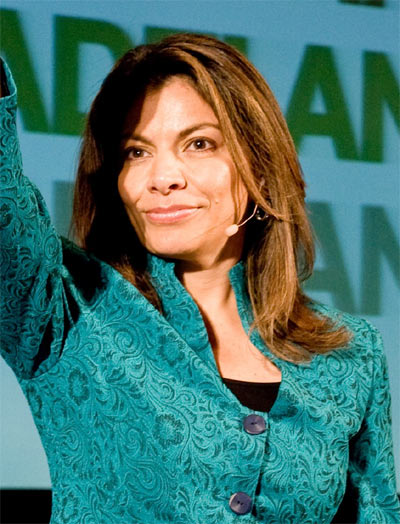
لورا شينشيلا ، خدم 2010-2014
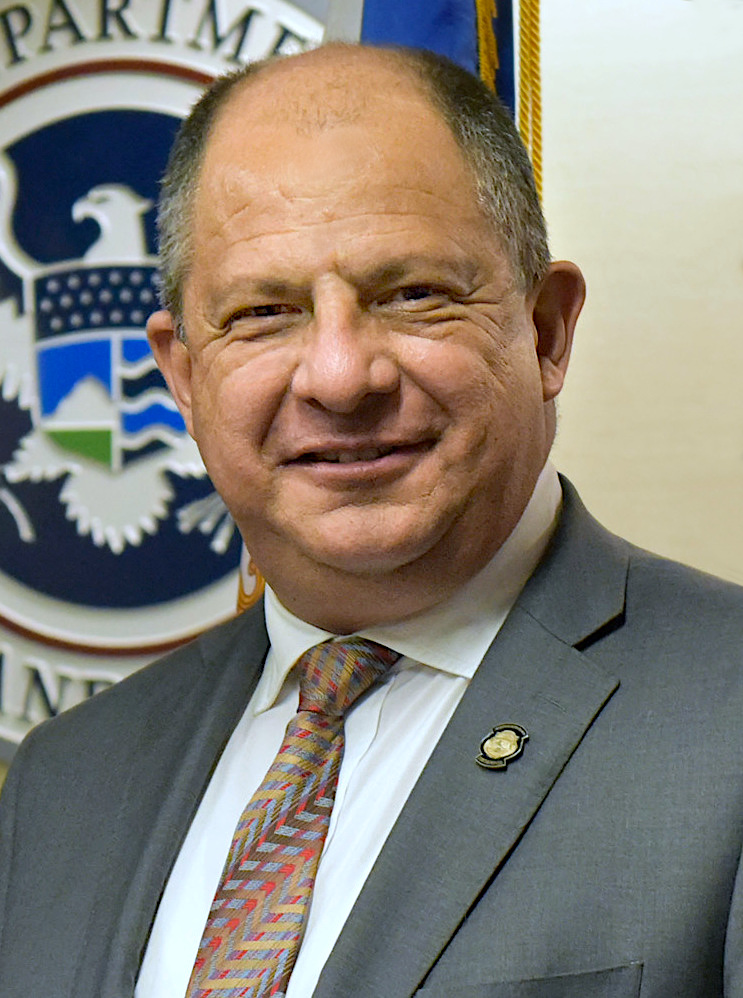
لويس غييرمو سوليس خدم 2014-2018

## الانتخابات الأخيرة
| مرشح                                                          | مرشح                        | حفل                              | الجولة الأولى | الجولة الأولى | المرحلة الثانية | المرحلة الثانية |
| مرشح                                                          | مرشح                        | حفل                              | الأصوات       | ٪             | الأصوات         | ٪               |
| ------------------------------------------------------------- | --------------------------- | -------------------------------- | ------------- | ------------- | --------------- | --------------- |
|                                                               | كارلوس الفارادو             | حزب عمل المواطنين                | 466,129       | 21.63         | 1,281,292       | 60.79           |
|                                                               | فابريسيو الفارادو           | حزب الترميم الوطني               | 538504        | 24.99         | 828243          | 39.21           |
|                                                               | أنطونيو ألفاريز             | حزب التحرير الوطني               | 401505        | 18.63         |                 |                 |
|                                                               | رودولفو بيتزا               | حزب الوحدة المسيحية الاجتماعية   | 344,595       | 15.99         |                 |                 |
|                                                               | خوان دييغو كاسترو           | حزب الاندماج الوطني              | 205602        | 9.54          |                 |                 |
|                                                               | رودولفو هيرنانديز           | الحزب الجمهوري المسيحي الاجتماعي | 106,444       | 4.94          |                 |                 |
|                                                               | أوتو جيفارا                 | الحركة الليبرالية                | 21,890        | 1.02          |                 |                 |
|                                                               | إدغاردو أرايا               | جبهة عريضة                       | 16862         | 0.78          |                 |                 |
|                                                               | سيرجيو مينا                 | حزب الجيل الجديد                 | 16,329        | 0.76          |                 |                 |
|                                                               | ماريو ريدوندو               | التحالف الديمقراطي المسيحي       | 12,638        | 0.59          |                 |                 |
|                                                               | ستيفاني كامبوس              | حزب التجديد الكوستاريكي          | 12309         | 0.57          |                 |                 |
|                                                               | أوسكار لوبيز                | إمكانية الوصول دون استثناء       | 7539          | 0.35          |                 |                 |
|                                                               | جون فيغا                    | حزب العمال                       | 4,351         | 0.20          |                 |                 |
| أصوات فارغة / غير صالحة                                       | أصوات فارغة / غير صالحة     | أصوات فارغة / غير صالحة          | 28,067        | -             | 24,004          | -               |
| مجموع                                                         | مجموع                       | مجموع                            | 2,182,764     | 100           | 2,133,539       | 100             |
| الناخبون المسجلون / الإقبال                                   | الناخبون المسجلون / الإقبال | الناخبون المسجلون / الإقبال      | 3,322,329     | 65.70         |                 | 66.99           |
| المصدر: TSE، TSE (95.58٪ من محطات الاقتراع التي تمت معالجتها) |                             |                                  |               |               |                 |                 |